# Бътлър (окръг, Айова)
Вижте пояснителната страница за други значения на Бътлър.
Окръг Бътлър (на английски: Butler County) е окръг в щата Айова, Съединени американски щати. Площта му е 1503 квадратни километра, а населението – 14 869 души (по преброяване от април 2010 г.). Административен център е град Алисън.